# Good Hope Mountain
Good Hope Mountain, communément connue sous le nom de mont Good Hope, est l'un des principaux sommets de la chaîne Côtière de Colombie-Britannique.